# Serge Ouaknine
Serge Ouaknine, né à Rabat au Maroc en 1943, est un écrivain et professeur de théâtre à l'Université du Québec à Montréal,.

## Biographie
Il réalise des études à l'École nationale supérieure des arts décoratifs de Paris avant de passer deux ans en Pologne à titre de collaborateur du dramaturge Jerzy Grotowski,.
Il s'installe au Québec en 1977 et enseigne au département de théâtre de l'Université du Québec à Montréal. Il devient directeur du programme de doctorat en études et pratiques des arts de cette même université,.
Il est l'auteur d'une quarantaine de mises en scène et de plus de deux cent cinquante publications sur le théâtre et la formation de l'acteur,. Il a été professeur titulaire de l’École supérieure de théâtre de l’Université du Québec à Montréal.
Au milieu des années 2000, il met sur pied un programme d'expérience théâtrale pour cancérologues à l'École nationale supérieure d'art dramatique de Montpellier. Il a créé le programme d'Ateliers d'humanisation de la relation médecin-malade par le théâtre, devenue obligatoire dans le cursus scolaire des étudiants de médecine en France.
Artiste multidisciplinaire, Serge Ouaknine pratique la poésie, le théâtre, le roman, la mise en scène et les arts visuels. Il parle cinq langues et a réalisé une cinquantaine de spectacles, d'événements et d'expositions en plus de participer à une centaine de colloques et de conférences. Il a plus de 250 articles et publications à son actif en plus d'avoir dirigé des maîtrises et des doctorats sur l'étude et la pratique des arts.
Dans Café Prague et autres récits de voyage publié en 2000, Serge Ouaknine partage des récits de voyages sur certaines observations vécues à Los Angeles, Auschwitz, Venise et dans les villes du Maghreb.
Son roman Le tao du tagueur publié en 2015, a été finaliste au prix des Cinq continents de la Francophonie. Ce roman raconte l'histoire d'amour d'un ex-publicitaire français devenu tagueur et d'une Chinoise amoureuse de la langue française.

## Œuvres
Poésie
- Poèmes désorientés, Montréal, Noroît, 1993, (ISBN 978-2-89018-266-0)

Roman
- Le tao du tagueur, Montréal, XYZ éditeur (coll. Romanichels), 2015, 173 p. (ISBN 9782892618846)

Essais
- Café Prague et autres récits de voyages, Brossard, Humanitas, 2000, 131 p. (ISBN 2-89396-203-3)
- Le nouveau serment d'Hippocrate ; le théâtre à la rencontre de la médecine, en collaboration avec Marc Ychou, Éditions Le Manuscrit Savoirs, 130 p.[7]

Collaboration
- Veilleurs de nuit, collectif sous la direction de Gilbert David, Montréal, Les herbes rouges, 1989, 82 p. (ISBN 978-2-89272-058-7)

## Prix et honneurs
- 2015 : finaliste du prix des Cinq continents de la Francophonie pour Le tao du tagueur[2]